# Мевар (князівство)
Меварське князівство (530 —1949 роки) — держава на півострові Індостан, що утворилося під час занепаду імперії Гуптів у VI ст. Було одним з провідних князівств раджпутів. В цей час йменувалася Медапата. Тривалий час боролася проти арабських, тюркських загарбників. З перемінним успіхом воювала проти військ Делійського султанату, держави Суридів. Визнало зверхність падишахів з династії Великих Моголів. У XVI ст. після перенесення столиці до Удайпура стала також зватися Удайпурським князівством. У XVIII ст. визнала зверхність Імперії Маратха. У 1818 році було встановлено британський протекторат. У складі Британської Індії з внутрішнім самоврядуванням князівство існувала до 1949 році, коли утворилася незалежна Республіка Індія. Слідом за цим князівство було ліквідовано, воно увійшло до штату Раджастхан.

## Історія
Час утворення є доволі умовним — в 1-й половині VI ст. В цей час остаточно занепала держава Гуптів. Напевне ще раніше військовик на ім'я Грахадітья з теперішнього Гуджарату, від імені якого походить назва панівної династії Гухілота (Гахлота). Ранні князі правили невеличким князівством у верхній частині долини річки Сабарматі зі столицею у м. Удар. Про перші роки існування доволі замало відомостей. З огляду на початкові невеличкі розміри та слабкість князівство намагалося маневруватися. Втім вимушені були визнати зверхність держави Маукхарі, в лавах якої війська Гухілота билися проти династії Майтраків.
За Махендри I князівство піднялося завдяки службі правителю Харша, що створив потужну імперію. У 626 році державу було розділено між синами Мехендри I, з яких старшому Нагадітьї дісталася основна частина — він переніс столицю до Нагди. Після розпаду імперії Харша Мевар стає одним з провідних князівств на території сучасного Раджастхана.
Протягом 2-ї VI ст. Мевар був учасником великої коаліції, що боронила індійські землі від нападу арабських загарбників, яких спрямовували валі (намісники халіфату) з Сінду. Звитяги у війнах з мусульманами підвищили вагу держави. Разом з тим амбіції його володарів стикнулися з політикою Гуджара-Пратіхарів, що правили на території Малави. Втім десь у 730-х роках Мевар зазнав нищівної поразки й був захоплений ворогом.
Нове відновлення державності пов'язано з діяльністю Баппи Равала, що оголосив себе Гухілотом (втім у дослідників є сумніви). Протягом 730-х років він повернув усі землі, а столицею зробив фортецю Чіттор. Його справу було продовжено: протягом VIII ст. Мевар відновив свій вплив, визнаючи зверхність Гуджара-Пратіхарів. Раджи Мевару вірно билися проти ворогів останніх — династій Пала і Раштракутів.
З послабленням Гуджара-Пратіхара на початку X ст. Мевар на деякий час звільняється від залежності, завдячуючи вправній політиці раджи Кхумана III. Втім незабаром князівство за панування Бгартрібатти II стикнулося з новим ворогом — династією Парамара. Зрештою 953 року меварські війська на чолі із раджею Аллат Сінґхом зазнали нищівної поразки від Парамара, а столицю захоплено.
Відновлення державності відбувається за панування Шактікумари наприкінці X ст. — навколо міста Ахарі. Незабаром Ахарі стає новою столицею об'єднаного князівство, а правлячий рід часто називають Ахар'я. До початку XI ст. Мевар перебував під зверхність держави Парамара, надаючи військові загони у численних війнах з іншими раджпутськими князівствами, Західними Чалук'ями, Газневідами. У 2-й половині XI Мевар визнав зверхність раджпутського клану Соланка. У складі його військ меварські раджи брали участь у війнах проти Чауханів, Парамара, мусульман Гуридів.
У 1165 році після  смерті Ранасімхи держава розділилася на два князівства: найбільша територія дісталася Кшем Сінґху, який після поразки від Гуридів, перемістив столицю до Дунгарпуру. Маленьке князівство постала біля селища Сесодія (звідси походить назва гілки правлячої династії Сесодія).
З XIII ст. в часи панування Джайтрасімхи починаються запеклі війни з Делійським султанатом. У 1213 році було знищено меварське князівство в Дунгарпурі. На деякий час столицю відновлено в давній фортеці Нагда. Проте й вона пала у 1253 році. З цього моменту припинилася старша гілка Гухілотів — володарів Мевару. Справу продовжили Сесодії, що оголосили себе раджами Мевару. Столицю було перенесено до Чіттору. Раджи Джайтрасімха та Ратнасімха з перемінним успіхом воювали проти султанату, але у 1303 році Чіттор було захоплено султаном Алауддіном Хілджі, а князівство Мевар на деякий час припинило своє існування.
Нове відновлення Меварської державності пов'язано з Хамір Сінґхом, який протягом 1320—1330-х років хитрістю та військовою звитягою зумів відвоювати родинні землі. Тоді ж було прийнято новий титул магарана. Наступні володарі — Кхета і Лакха — протягом 1370—1390-х років розпочинають боротьбу за владу над усім Раджастханом. Цьому сприяло значне послаблення Делійського султанату. Втім лише магарана Кумбха протягом 1430—1460-х років зумів перетворити Мевар на найвпливовішу державу Раджастхана, завдавши поразки гуджаратському і Малавському султанатам. Але спроби У 1510—1520-х роках меварського володаря Санграм Сінґха встановити владу над північною Індію зазнали нищівної поразки від держави Великих Моголів.
Втім Мевар зберігав вплив в Раджастхані протягом 1530—1560-х років. Лише після нищівної поразки 1568 році від могольського падишаха Акбара, Мевар на деякий час визнав залежність від великих Моголів. Тоді ж було засновано нову столицю Удайпур. Втім вже у 1580-х роках магарани Мевару починають нову боротьбу за незалежність. Вона припинилася лише у 1616 році укладання вигідного договору, за яким Мевар визнав зверхність могольських падишахів в обмін на значні привілеї.
У 1670-х роках внаслідок особистого конфлікту з падишахом аурангзебом починається нове повстання в Меварі. Втім магаранам не вдалося досягти незалежності, зрештою протягом 1680-х років було відновлено статус-кво. Лише з початком занепаду імперії Великих Моголів у 1-й половині XVIII ст. Мевар знову починає самостійну політику, втім з 1730-х років потрапляє під вплив Імперії Маратха. На деякий час відновив потугу магарана Бхім Сінґх у 1760-1780-х роках. Спроба утворити союз з іншими раджпутськими князівствами виявилася марною. У 1790-х роках Мевар визнав зверхність магарадж Гваліору.
У Другій англо-маратхській війні у 1803—1805 років Мевар підтримав Британську Ост-Індську компанію. У 1818 році Мевар визнав зверхність Великої Британії. В князівстві було встановлено колоніальну резидентуру. При цьому забезпечено безпеку кордонів. З цього моменту магарани Мевару приділяли уваги лише внутрішнім справам. У 1920-х роках столицю князівства Удайпур стає одним з центрів Руху за незалежність Індії.
У 1949 році з проголошення незалежності Республіки Індія князівство було ліквідовано. Воно увійшло до складу штату Раджастхан. разом з тим панівний рід зберіг титул магарані та особисте майно.

## Державний устрій
На чолі стояв володар (рані або раджа, згодом магарані, тобто цар), який мав вищу військову, політичну та судову владу. Мав декілька найближчих цивільних та військових міністрів. За часів Великої Британії до уряду також входив англійський резидент. За часів колоніальної влади магарана мав право на 19 гарматних пострілів (називався 19-гарматний магараджа).
Територія поділялася на 6 парганів (великих областей) і 11 зілів (середніх областей). Зіли в свою чергу поділялися на техзіли. На чолі кожної зіли стояв хакім, якого призначав особисто магарана. Така система зберігалася з XVIII ст.

## Соціальний устрій
Привілейованими шарами суспільства були магарана, його родина, найближче оточення. До цього входила знать. При цьому магарана міг на власний розсуд роздавати маєтності своїм васалам, за що ті повинні були виставляти збройні загони. Ця система джаґірів, була успадкована від великих Моголів. Тим самим зміцнював свою опору. Проте джаґір видавався лише на час панування магарани, після смерті якого повертався державі. Водночас існували власники невеликих наділів-бхум, з яких платили данину на кшталт кріпаків. Ці власники (бхум-барари) передавали землю у спадок. Власники володінь сасан (інша назва муафі) сплачували фіксовану, проте несистемну данину чи платню. Іншою категорією землевласників були халса-барар, що не були залежними, проте обробляли державну землю халса. У випадку несплати платні їх виганяли з ділянки.
Знать поділялася відповідно до отримання земельних маєтностей та військових посад на джаґірдарів (або умрао — було 16), сардарів (або батіса — було 32), мевад-сардарів (було 53), вхомія-сардарів (було 13). Значними маєтностями володіли індуїстські храми і брахманами.
На нижчих соціальних щаблях знаходилися селяни та ремісники.

## Економіка
Основу становило землеробство. скотарство, яке набуло значного розвитку. Також існувало ремісництво, що переважно виготовляло товари для землеробства. Втім у самому Удайпурі існувало текстильне виробництво доволі високої якості. При цьому на території князівство здійснювалося добування вапняку, гіпс, польовий шпат.

## Культура
Значна частина ранньої письмової культури, мистецтва та архітектури Мевара було знищено у війнах з сусідами та Делійським султанатом, потім Імперією Великих Моголів. Разом з тим середньовічні меварські володарі більшу увагу приділяли військовим походам та створенню фортець від ворогів. Найвідомішою є Чіттор, що була тривалий час столицею князівства. Лише з XVI ст., початком стабільних відносин з мусульманськими державами, починається розвиток архітектури та мистецтва. Протягом XVII—XVIII ст. в перлину Раджастхану було перетворено меварську столицю Удайпур, де зведено комплекс палаців раджів.
Меварські правителі були відомим покровителями поетів, серед них також траплялися автори віршованих збірок. Найвідомішим були магарани Радж Сінґх, Чатур Сінґх, які складали твори мовою гінді переважно героїчні епоси (вікрав'ї).
У XVII ст. у столиці активно розвивалося образотворче мистецтво. В цей час Удайпур стає центром перебування багатьох художників, з'являється поняття меварський живопис, що сформувався під впливом могольської школи. відомими представниками були Насіруддін, Сахібдін, Багті, Чокха і Кавала. Втім з середини XVIII ст. почався занепад живопису.

## Релігія
Правителі та піддані сповідували різні форми індуїзму, проте тривалий час переважали брахманізм та вайшнуїзм. Також в деяких місцях мав вплив шайваїзм.